# Голик, Артём Юрьевич
Артём Юрьевич Голик (род. 14 февраля 1991, Москва) — российский боец, серебряный призёр чемпионата Европы по тайскому боксу 2013, обладатель Кубка России по тайскому боксу 2013, Мастер спорта России международного класса.

## Биография
Артём Голик родился 14 февраля 1991 года в городе Москва. Тайским боксом начал заниматься в 2008 году в городе Москва, в клубе «Комбат» под руководством Насонова Романа Александровича.
Артём является первым в Московской области Мастером Спорта Международного Класса по тайскому боксу среди мужчин

## Спортивные достижения
- — Мастер спорта России международного класса
- Чемпионат Европы по тайскому боксу 2013, Лиссабон — ;
- Кубок России по тайскому боксу 2013, Иркутск — ;